# Diceratura rhodograpta
Diceratura rhodograpta is een vlinder uit de familie bladrollers (Tortricidae). De wetenschappelijke naam is voor het eerst geldig gepubliceerd in 1929 door Djakonov.
De soort komt voor in Europa.